# (10036) McGaha
(10036) McGaha est un astéroïde de la ceinture principale.

## Description
(10036) McGaha est un astéroïde de la ceinture principale. Il fut découvert le 24 juillet 1982 à la station Anderson Mesa par Edward L. G. Bowell. Il présente une orbite caractérisée par un demi-grand axe de 2,43 UA, une excentricité de 0,23 et une inclinaison de 3,8° par rapport à l'écliptique.
Il a été nommé d'après l'astronome américain James E. McGaha.

## Compléments